# Henry Kjellson
Henry Verner Kjellson, född 8 augusti 1891 i Kärna församling i Östergötlands län, död 1 november 1962 i Oscars församling i Stockholm, var Sveriges förste flygingenjör inom försvaret och sedermera flygdirektör av 1:a graden vid Flygvapnet. 
Henry Kjellson tillhörde släkten Kjellson från Östergötland och utbildade sig till civilingenjör vid Kungliga Tekniska högskolan i Stockholm. 1914–1917 arbetade han som flygplanskonstruktör vid AB Södertälje verkstäders aviatrikavdelning. Efter civilingenjörsexamen 1917 anställdes han den 1 november 1917 vid fälttelegrafkåren som Sveriges förste flygingenjör i försvarets tjänst. Han konstruerade och modifierade, själv och i samarbete med andra, ett stort antal flygplan. Till dessa hörde det svenska Triplanet (1917), spaningsflygplanen S 18 (1918) och S 21 (1919), jaktflygplanet J 23 (1923). Med S 18 utfördes direktflygning Ystad-Haparanda-Boden, och med J 23 som demonstrerades vid flygutställningen och flygtävlingarna i Göteborg 1923 och ådrog sig internationell uppmärksamhet, sattes svenskt höjdrekord med 7 314 meter. Under tjänstgöringen vid Flygförvaltningen var Kjellson bland annat byråchef vid kontrollbyrån och utrustningsbyrån. Han bedrev även forskningsarbete och lämnade värdefulla bidrag till den svenska flygtekniska vetenskapens utveckling i Sverige. 1929 kompetensförklarades han till professuren i flygteknik vid Tekniska högskolan. Vid dess bildande 1926 blev han flygingenjör vid Flygstyrelsen (senare Flygförvaltningen), 1936 överdirektör där och erhöll 1947 överstes tjänsteställning.
Bland hans mera kända konstruktioner märks Ö 1 Tummelisa som han 1919 konstruerade efter skisser av Gösta von Porat.
Henry Kjellson deltog redan 1916 i sin första haveriutredning. 1920 tillsattes en permanent haverikommission och han blev 1927 dess ordförande. Han blev en av landets mest erfarna utredare av flyghaverier och ledde bland annat utredningen av Bäckebobomben, den V-2 som i juni 1944 havererade i Småland. Efter att resultaten av utredningen lämnats över till England tilldelades Kjellson Brittiska imperieorden. Han tilldelades Flygtekniska Föreningens Thulinmedalj i guld 1948.
Kjellson engagerade sig 1931 i bågskytte och fann att redskapen kunde utvecklas. Han konstruerade pilbåge och pilar av stål och blev 1934 världsmästare vid bågskytte-VM i Båstad. Då Svenska Bågskytteförbundet bildades 1940 blev han dess ordförande, en post han innehade till 1960. Åren 1948 till 1957 var han även ordförande i ”Féderation Internationale de Tir á l’Arc”.
Kjellson intresserade sig redan under studietiden för forskning i Bibeln och de andra stora religionernas grundskrifter. Han skrev en rad spekulativa böcker om forntida teknik och försvunna civilisationer.
Henry Kjellson var från 1918 gift med Tina Svensson (1893–1984), som också var en framgångsrik bågskytt, bland annat svensk mästare 1940. Han var far till skådespelaren Ingvar Kjellson.